# Synagoga na Zniesieniu we Lwowie
Synagoga na Zniesieniu we Lwowie – nieistniejąca drewniana synagoga, która znajdowała się we Lwowie w dzielnicy Zniesienie.
Synagoga została zbudowana w 1871 roku. Podczas II wojny światowej, po wkroczeniu wojsk niemieckich do Lwowa w 1941 roku, synagoga została spalona. Po zakończeniu wojny nie została odbudowana.